# 競馬新聞

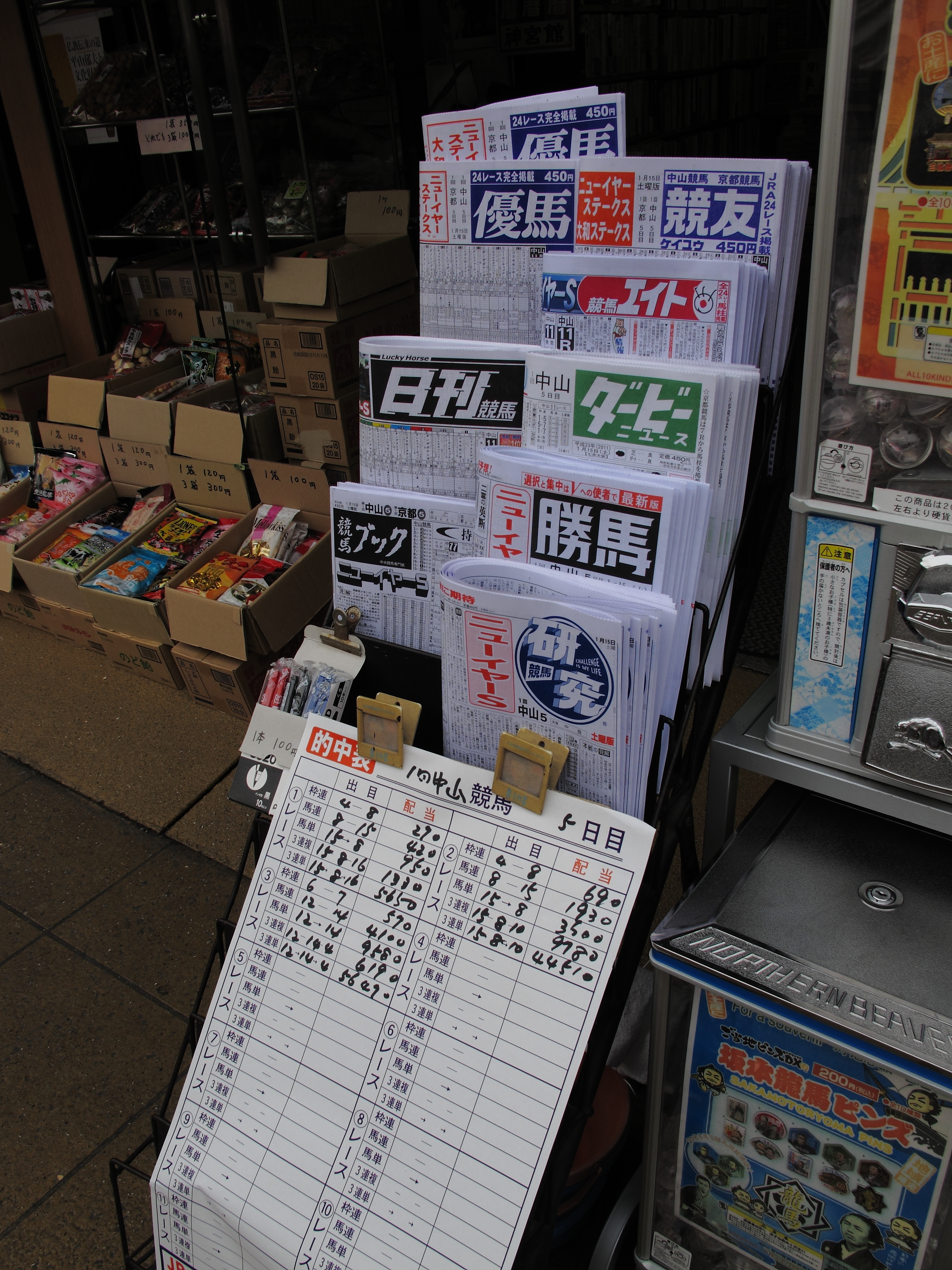
売店に並ぶ競馬新聞

競馬新聞（けいばしんぶん）とは競馬の予想紙であり、競馬専門紙（けいばせんもんし）とも呼ばれる。

## 日本の競馬新聞
発行は原則として競馬開催日となるが中央競馬は開催前日夕方から主要駅の売店、コンビニエンスストア、書店、競馬場や場外勝馬投票券発売所で売られる。地方競馬の場合は売所が限られている。また、近年ではオンライン新聞やニューズレター、マルチコピー機での販売もされている。
日本における競馬新聞の発祥は、1919年に関西の競馬を予想の対象に発売された『中島高級競馬號』（通称：中島競馬號、現在は高知競馬場で発売されている）である。現在も全ての競馬新聞を含む予想紙で使われている予想印も、同紙が最初に採用したものである。
日本の競馬新聞は、狭いスペースに多くの情報を詰め込むためにさまざまな表現法を駆使している。最近ではスポーツ新聞各紙も、競馬新聞同様の情報を載せる。

### 競馬新聞の構成
競馬新聞は、限られた紙面に多くの情報を盛り込まなければならないため、特別な構成になっている。
競馬新聞は、レースごとの出馬表を中心に構成される。出馬表はレース番号やレース名、施行条件などを記したレース概要と、そのレースに出走する競走馬の競走馬名や過去の成績などが一列に書かれた馬柱からなる。馬柱の構成を考案したのは『ホースニュース・馬』を発行した角田二郎であるとされている。
馬柱は一般的に枠番号・馬番号・出走馬名・負担重量・騎手名・厩舎名・予想印・前4 - 7走の成績・距離、芝・ダートコース別の成績などが書かれた欄で作られる。また馬柱の周囲には調教の走破タイムや関係者のコメント、トラックマンやその新聞の競馬評論家のコメントなど馬券を検討する際に必要な情報が盛り込まれている。縦書きが多いが『競馬ブック』など横書きのものもある。
なお通常、一面はその日のメイン競走（中央競馬では主に第11競走）、終面は準メイン競走ないし他場のメイン競走が組まれるがGI級競走が開催される週の土曜日は翌日のGI級競走が一面、当日のメイン競走が終面になる。

### 中央競馬の専門新聞
中央競馬の競馬新聞の発行基盤は、中央競馬自体のシステムと同様に、関東・関西の両地区に分かれている。また、全国規模で展開している新聞社の場合でも、関東版・関西版・従場によって予想者が異なる場合が多い。関東もしくは関西のみで発行の専門紙では直接競合しないため、東西間で情報交換等の提携が行なわれているほか、同一地区内でも提携が行なわれることもある。
専門紙各社間で競馬新聞協会が結成されており、競馬場やWINSにおいて協会加盟紙の合同販売が行なわれているほか、協会加盟の新聞に所属する記者に対してJRA賞・顕彰馬選定の投票権が与えられている。そのため、たとえスポーツ新聞系列でも協会に加盟していない専門紙（『競馬エイト』、『馬三郎』）に所属する記者には、投票権は与えられていない他、競馬エイトは競馬新聞協会非加盟であるため、協会加盟社の合同販売ブースとは別でエイト専用の売店ブースを設けなければならない（かつては馬三郎も同様だった）。
また、競馬専門紙を発行している代表者や関連企業が、競走馬の馬主になっているものも少なくない（『ホースニュース・馬』の関連会社であるホース産業や、『優馬』の発行元である中光印刷の竹國弘など）。
2018年に入ってからは発売地域並びに取扱店を縮小する中央競馬専門紙が出始めており、『勝馬』は福島競馬場とウインズ新白河を除く福島県・宮城県・山形県・岩手県の4県における発売を第59回宝塚記念開催週をもって終了した他、ケイバブック（『競馬ブック』・『研究ニュース』）も2018年と2019年に、茨城県・栃木県・群馬県・山梨県・奈良県・和歌山県の6県で、発売を行う地域や取扱店を大幅に縮小した。さらに2019年7月の福島・中京開催限りで卸業者が取り扱いをやめたため静岡県東部・中部の大半のコンビニにおいて紙版の販売が全紙一斉に終了した。代替として全国のコンビニエンスストアに設置されているマルチコピー機で中央競馬専門紙を印刷できるサービスが開始されている。
さらに、2025年1月24日発行の中山・中京競馬向け新聞から、それまで『夕刊フジ』が使用していた枠を使って『東京スポーツ』・『日刊ゲンダイ』と共同の広域配送体系に移行したため、東京大都市圏で主流だった自社所有のオートバイによる配送が東京都心の一部を除きほぼ無くなった。

#### 全国対象
- 競馬エイト
- 競馬ブック
- 研究ニュース
- 優馬

#### 関東のみ
- 馬サブロー（一時期は関西でも発行していた）
- 勝馬
- 競友
- 日刊競馬

#### メール版のみ
- トータライザー（1967年創刊。過去のデータを基にしたコンピューター予想に特化[8]。2013年2月17日をもって紙版を休刊しメール版『NAVIKEIBA』で継続中。紙版は関東のみでの発行であった）

#### 休刊
- 勝馬の栞（全国対象。JRAの外郭団体「競馬共助会」が発行。1965年の山岡事件に伴い競馬関係者による予想行為が禁止されたため強制廃刊）
- ケイシュウNEWS（関東のみ。2001年3月限りで中央競馬版は休刊。南関東版のみ発行）
- 競馬キンキ（関西のみ）
- 競馬サイエンス（関西のみ。1998年限りで休刊）
- 競馬新報（関東のみ。1959年創刊し、1985年に休刊。『キネマ旬報』社長で、大物総会屋として知られた上森子鉄が社長であった）
- 競馬ダービー（関西のみ。関東の『ダービーニュース』とは無関係。2010年12月26日号で休刊。休刊後、『競馬ニュース』に事実上紙面・スタッフを統合）
- 競馬ニュース（関西のみ。2012年に『競馬研究』と統合し『研究ニュース』となった）
- 競馬ニホン（関西のみ。1932年創刊。2018年4月15日発行分をもって諸事情により一旦休刊）[9]
- 競馬ファン（関西のみ。2009年3月29日をもって休刊）
- ダービーニュース（関東のみ。関西の『競馬ダービー』とは無関係。2013年3月31日をもって休刊）
- ホースニュース・馬（全国対象。事業者倒産のため、2008年2月17日をもって廃刊）
- レースポ（東京スポーツ系列。1985年1月限りで休刊）

### 地方競馬の専門新聞
地方競馬では、地区単位で競馬新聞が発行されている。例えば南関東地区のように、中央競馬版も発行している専門紙が大部分を占めている地区もあれば、岩手地区のように区域内のみで発行の専門紙で占められている地区など、その形態はさまざまである。また同一タイトルの専門紙が、複数地区で発行されているが資本関係がない場合や、逆に東海地区のように発行元が合併した結果、1社が複数の題号で新聞を発行している（事実上市場を独占している）場合もある。
中央競馬の専門紙は新聞様式のものがほとんどであるが、地方競馬の専門紙は冊子様式になっているものも（特に中央競馬と商圏がかぶらない地域で）多い。廃止された中津競馬の『競馬ファン』や益田競馬の『シーホース』のように、場内の場立ち予想屋が新聞も発行しているケースも存在していた。
北海道の地方競馬はかつて道内の競馬場を巡回しながら開催していたため、場内に予想屋は存在していなかった。しかし予想業を行う者はおり、この予想業者が独自に手書き、ガリ版印刷で発行していたシンプルな「予想紙」も多数存在していたが、現在は全て廃刊となった。なお、ホッカイドウ競馬はかつて複数の専門紙が競合していたが、次々と撤退した結果、現在は1紙（『競馬ブック』）のみとなった。
九州の地方競馬では前開催6日分を線で区切り、レース番号と着順のみを掲載した簡素な対戦相手早見表である「6本線」が掲載されているのが特徴。通常の競馬新聞は1面にメインレースの馬柱を掲載するのが基本であるが、九州の地方競馬新聞は1面に1レースと2レースの馬柱。以後レースの順番通りに馬柱を掲載していくシステムが基本となっている。

#### 各地区の専門新聞
- ばんえい競馬 - 競馬ブック、ねっとばんばキンタロー
- ホッカイドウ競馬 - 競馬ブック
- 岩手（岩手県競馬組合） - HORSE NEWSエイカン、勝馬NEWS、ケイシュウNEWS（『勝馬NEWS』、『ケイシュウNEWS』は南関東・中央競馬で発売しているものとは別会社（『ケイシュウNEWS』はのれん分け））
- 南関東（南関東公営競馬） - 勝馬、ケイシュウNEWS、競馬ブック、日刊競馬
- 東海（愛知県競馬組合、笠松競馬場） - 競馬エース、競馬東海（2002年7月、『競馬エース』が『競馬東海』を吸収合併）
- 金沢（金沢競馬場） - けいばキンキ、競馬カナザワ、競馬ホープ[10]（『けいばキンキ』は兵庫競馬で発売していた『競馬キンキ』とは別会社）
- 兵庫（兵庫県競馬組合） - 競馬ブック
- 高知（高知競馬場） - 競馬研究、中島競馬號、福ちゃん（『競馬研究』は中央競馬で発売しているもの（現在の『研究ニュース』）とは別会社）
- 佐賀（佐賀競馬場） - 馬物語、通信社

#### 休刊
- ホースニュース・馬（ばんえい・ホッカイドウ競馬・南関東・兵庫。南関東版の2008年2月19日号をもってすべて休刊）
- 旭ニュース、勝馬ニュース、ばん馬、日の出（ばんえい、手書きガリ版予想紙。休刊時期不明）
- ばんえい金太郎（ばんえい、2017年3月27日号をもって一時休刊）
- 1馬（ホッカイドウ競馬、現在は中央競馬版のみ発行）
- 競馬研報社（ホッカイドウ競馬、手書きガリ版予想紙）
- ケイマイNEWS（岩手）
- いわて馬（岩手、『ケイシュウNEWS』と統合）
- かみのやまKEIBAニュース、Bestホース、Mainichiヒント（上山、競馬開催廃止）
- スポーツと競馬（新潟スポーツ。新潟・三条、2002年1月休刊）
- 競馬ニュース（スポーツニュース社、通称：青競。宇都宮・足利・高崎、2005年3月休刊）
- 競馬ニッポン（通称：赤競。宇都宮・足利、2005年3月休刊）
- アカギ競馬（赤城スポーツ、通称：赤競。高崎、2004年12月休刊）
- ダービーニュース（南関東、2013年3月29日号をもって休刊）
- 競馬研究（南関東、2008年4月7日より『競馬ブック』に移行）
- ケイシン（東海、2003年12月休刊）
- 中部優駿（東海）
- 的中ニュース・フォーカス（金沢、2008年3月休刊）
- 競馬ホクリク（金沢、2023年2月末に休刊。2022年12月22日号が最終号になった）[11]
- 競馬キンキ（兵庫、2021年2月4日をもって休刊。同年2月9日より『競馬ブック』に移行）[12]
- 園田ニュース（兵庫、2021年2月4日をもって休刊。『競馬キンキ』と同住所に拠点を置いていた）
- シーホース、馬（益田、『馬』は『ホースニュース・馬』とは無関係。元々は紀三井寺競馬の専門紙『競馬関西』）
- 福山エース、福山キンキ、福山特報（福山、『福山エース』は『競馬エース（東海）』の姉妹紙。競馬開催廃止）
- 競馬日本一（佐賀、2022年7月24日をもって休刊）
- 競友ニュース、ベスト、ホース（荒尾、競馬開催廃止）
- 荒尾スポーツ（荒尾）
- 競馬ファン、ゴールデンホース、中津ダービー（中津、競馬開催廃止）

## 日本国外の競馬新聞
競馬新聞は1紙もしくは数紙程度で国内のシェアが占められていることが多い。予想提示の際には先述の予想印を用いることは無く、有力馬を列挙する形となっている。
- デイリー・レーシング・フォーム（Daily Racing Form、アメリカ）
- パリ・チュルフ（Paris Turf、フランス）
- レーシング・ポスト（Racing Post、イギリス）

東南アジアでは、競馬が行われている香港、マレーシア、シンガポール、タイにおいて専門紙が発行されている。特に香港では、冊子状の予想紙を含めると10紙近くの競馬新聞が発行されており、予想印こそ無いものの、本命（熱門馬という）、対抗、穴（冷門馬）の予想があるほか、記者による推薦レースや推奨馬、前週の予想成績などが掲載されており、レース前日には各地のブックスタンドで発売されている。また一般紙でも、レースの無い日でも、競馬について紙面を割いている。その他、マカオの一般紙『澳門日報』にも香港競馬の記事が掲載される。
シンガポールの一般紙『ザ・ストレーツ・タイムズ』や『聯合早報』、マレーシアでは最大手英字紙『ニュー・ストレーツ・タイムズ』が競馬関連の面を常設している。
オーストラリアでは、毎日どこかの地域で競馬が行われている為、日刊紙の数ページを割く形で、その日行われる競馬（繋駕速歩競走を含む）の出走馬や予想記事を掲載している。